# Eintracht Braunschweig Basketball
Die Eintracht Braunschweig LionPride ist eine Damen-Basketballmannschaft, die im Jahre 2018 gegründet und im Juni 2018 in die 1. Damen-Basketball-Bundesliga aufgenommen wurde.

## Geschichte
Die Vereine Wolfpack Wolfenbüttel und Eintracht Braunschweig schlossen im April 2018 ihre Basketball-Damenmannschaften zusammen. Die Zusammenlegung wurde aus finanziell begründet, um einen Aufstieg in die erste Liga realisieren zu können. Vorbild der Fusion war die WNBL-Mannschaft Girls Baskets Region 38. Gespielt wird abwechselnd in der Lindenhalle in Wolfenbüttel und in Braunschweig (Alte Waage). Nach der ersten Saison entschieden sich die Verantwortlichen, die Mannschaft in die 2. Liga zurückzuziehen, obwohl der sportliche Klassenerhalt erreicht worden war.